# Хроника на една любов
„Хроника на една любов“ (на италиански: Cronaca di un amore) е филм на Микеланджело Антониони от 1950 година с участието на Масимо Джироти и Лучия Бозе.

## Сюжет
Внимание:  Текстът по-долу разкрива сюжета на произведението (или части от него)!
В детективска агенция в Милано Карлони преглежда снимки на привлекателна млада жена, Паола Молон Фонтана, дадени на агенцията от нейния богат съпруг индустриалец, Енрико Фонтана. Двамата се оженили преди седем години, малко след като се запознали. Скорошното откритие на тези стари снимки от Фонтана събуждат подозрението му и Карлони е нает да разкрие всичко, което може, за живота на Паола преди брака ѝ. Карлони пътува до град Ферара, където Паола е прекарала голяма част от младостта си. Детективът скоро открива, че тя е била най-добра приятелка с две момичета в града. Той отива в апартамента на една от нейните приятелки Матилде и научава от съпруга ѝ, че приятелката на Матилде, Джована Карлини, е загинала при трагично падане в асансьорна шахта няколко дни преди да се омъжи за Гуидо Гарони, местно момче, с което Паола е имала също афера. Когато навъсената Матилде пристига у дома, тя отказва да сътрудничи на Карлони. След като детективът си тръгва, Матилде пише писмо до Гуидо, предупреждавайки го, че подозрителен мъж разследва миналото на Паола.
Обратно в Милано, докато Паола излиза от операта Ла Скала, облечена в бяло кожено палто със съпруга си и приятели, тя е изненадана да види Гуидо, застанал от другата страна на улицата. По-късно същата вечер тя получава телефонно обаждане от него и двамата се уговарят да се срещнат на следващия ден. На езерото Идроскало Гуидо, който е финансово затруднен търговец на коли, споделя писмото на Матилде с Паола. Мисълта, че някой рови в миналото им, плаши Паола, карайки я да мисли, че може би Матилде се опитва да измъкне пари от нея. След като предишното им привличане отново се разпалва, двамата се съгласяват да се срещнат отново. Междувременно разследването на Карлони се засилва, тъй като той научава повече за мистериозния инцидент в асансьорната шахта, внезапното изчезване на Паола и ролята на Гуидо във всичко това. Той научава от прислужницата на Джована, че Паола и Гуидо са били с Джована, когато тя е паднала в шахтата, и че не са извикали, нито са се втурнали към нея, за да видят дали е още жива. Той също така научава, че Паола е напуснала Ферара два дни след инцидента и се е срещнала с бъдещия си съпруг малко след това в Милано – никога не му е казала за смъртта на приятелката си.
В следващите дни случайна среща на Паола и Гуидо ескалира в пълноценна страстна афера, която се разиграва в стаи под наем. За да помогне на Гуидо да спечели пари, Паола го урежда да бъде посредник в продажба на кола, която не се получава. С напредването на аферата им разочарованието на Паола от брака ѝ без любов я кара да подхвърли на Гуидо, че смъртта на съпруга ѝ би била от полза и за двамата. Първоначално Гуидо е отблъснат от предложението, но е повлиян от емоционалната манипулация на Паола. По-късно се срещат на мост над пуст канал, който Фонтана пресича напът за вкъщи. Гуидо планира да го застреля, докато наближава моста. Паола се преструва, че се замисля, обвинявайки Гуидо, че е отговорен за смъртта на Джована – той е видял вратата на асансьора отворена и не я е предупредил. Гуидо ѝ напомня, че тя също не е направила нищо, за да предупреди приятелката си и че двамата ще бъдат отговорни и за тази смърт.
Притиснат да завърши разследването си възможно най-скоро, Карлони пише за аферата и подозрителните обстоятелства около смъртта на нейната приятелка и предава доклада на Фонтана. Разстроен от разкритието, Фонтана се качва в колата си и се прибира по пътя към канала, където Гуидо го чака. Когато колата се приближава, Гуидо чува звука на катастрофа в далечината. Той тръгва от моста с велосипед и отива до мястото на инцидента, където обърнатата кола на Фонтана е обхваната от пламъци. Мъртвото тяло на Фонтана лежи наблизо.
Скоро след това, когато полицията пристига в дома ѝ, за да я информира за инцидента, Паола бяга, мислейки, че са дошли да я арестуват. Тя се среща с Гуидо, който я информира за смъртта на съпруга ѝ и че той не е замесен. След като Паола обявява любовта си към Гуидо, той се съгласява да се срещне с нея на следващия ден.
Качва се в такси и моли да го закарат до гарата.

## В ролите
| Изпълнител       | Роля                 |
| ---------------- | -------------------- |
| Масимо Джироти   | Гуидо Гарони         |
| Лучия Бозе       | Паола Молон Фонтана  |
| Джино Роси       | Карлони, детективът  |
| Марика Роуски    | Джой, моделът        |
| Фердинандо Сарми | Енрико Фонтана       |
| Рози Мирафиоре   | Барманката           |
| Руби Д'Алма      | Приятелката на Паола |
| Витория Мондело  | Матилда              |
| Франко Фабрици   | Водещ на модното шоу |